# ニシキウズガイ属
Template:生物
ニシキウズガイ属(ニシキウズガイぞく、英:trochus)は海洋に生息する腹足類であり 、カタツムリと近縁な生物群である。

## 歴史
P.フィッシャーによると、trochus(ニシキウズガイ)という属名は、1558年にギヨーム・ロンドレによって初めて使用された。しかしその頃には、まだ分類の精度が不十分であり、まったく異なる属や種を含んでいた。
バティスト・ラマルクは、いくつかの属や種を取り除くすることによって、精度を上げた。そして19世紀には、エドワード・グレイ、 H.アダムス、 A.アダムスなどの努力が、この属のより体系的な分類に貢献した。
さらなる絞り込みにより、この属に含まれる種が減り、精度が上がっていった。

## 貝殻
ニシキウズガイ属は、広く円錐形のとんがった先と平らな底を持つ、大きくて厚い丈夫な殻を持っている。貝殻は主に平らまたは隆起していて、へこんでいる部分は少なく、内側が滑らかである。
真珠層の層が厚いため、貝殻の内部は真珠のように遊色効果により虹色になっている。

## 種
Trochus属の種は次のとおりである。なお、種名を斜体で示す。年数は発見年で人名は発見者。
- Trochus calcaratus Souverbie in SouverbieとMontrouzier、1875年
- Trochus camelophorus Webster、1906年
- Trochus cariniferus Reeve、1842年
- Trochus chloromphalus A.アダムス、1851年
- Trochus concinnus Philippi、1846年
- Trochus cumingii A. アダムス、1853年
- Trochus erithreus Brocchi、1821年
- Trochus fastigiatus A. Adams、1853年
- Trochus ferreirai Bozzetti、1996年
- Trochusfirmus Philippi、1849年
- Trochus flammulatus Lamarck、1822年
- Trochus fultoni Melvill、1898
- Trochus histrio Reeve、1848年
- Trochus incrassatus Lamarck、1822年
- Trochus intextus Kiener、1850年
- Trochus kochii Philippi、1844年
- Trochus laciniatus Reeve、1861年
- Trochus maculatus Linnaeus 、 1758年
- Trochus nigropunctatus Reeve、1861年
- Trochus noduliferus Lamarck、1822年
- Trochus obesus Reeve、1861年
- Trochus ochroleucus Gmelin、1791年
- Trochus radiatus Gmelin、1791年
- Trochus rota Dunker、1860
- Trochus squarrosus Lamarck、1822年
- Trochus stellatus Gmelin、1791年
- Trochus subincarnatus P.フィッシャー、1879年
- Trochus submorum Abrard、1942年
- Trochus tubiferus Kiener、1850年
- Trochus venetus Reeve、1862年
- Trochus zhangi Dong、2002年

## 関連するもの
- NZ軟体動物
- Powell AWB 、ニュージーランドMollusca 、 William Collins Publishers Ltd 、オークランド、ニュージーランド1979ISBN 0-00-216906-1
- Miller M＆Batt G、 Reef and Beach Life of New Zealand 、 William Collins（New Zealand）Ltd 、オークランド、ニュージーランド1973